# Округ Лејк (Монтана)
Лејк (енгл. Lake County) је округ у америчкој савезној држави Монтана.

## Демографија
По попису из 2010. године број становника је 28.746, што је 2.239 (8,4%) становника више него 2000. године.
| Група             | 2000.          | 2010.          |
| Белци             | 18.704 (70,6%) | 19.568 (68,1%) |
| Афроамериканци    | 31 (0,1%)      | 98 (0,3%)      |
| Азијати           | 79 (0,3%)      | 115 (0,4%)     |
| Хиспаноамериканци | 668 (2,5%)     | 998 (3,5%)     |
| Укупно            | 26.507         | 28.746         |